# Luigi Polentes
Luigi Polentes (Vittorio Veneto, 12 ottobre 1944 – Vittorio Veneto, 21 aprile 2011) è stato un calciatore italiano.
È morto nel 2011 all'età di 66 anni. A lui è stata intitolato lo stadio di calcio di San Giacomo di Veglia, suo paese natale.

## Carriera

Polentes con la maglia scudettata della nella stagione 1974-75.

Roccioso stopper, dopo aver trascorso la prima parte della carriera fra Serie C, con le maglie di Vittorio Veneto ed Empoli, e in Serie B, nelle file del Perugia, viene acquistato nel novembre del 1969 dalla Lazio, con cui esordisce in Serie A all'età di venticinque anni. È proprio in quel campionato che Polentes segna l'unica sua rete in carriera, quella del pareggio nella sfida contro il Verona.
Con la Lazio disputa otto campionati, pressoché stabilmente in massima categoria eccetto uno fra i cadetti, collezionando 110 partite (28 in B) in maglia biancoceleste e contribuendo, con 9 presenze, alla conquista dello scudetto nella stagione 1973-1974. Titolare nei primi anni nella Capitale, perde in seguito il posto in squadra a vantaggio del più giovane Giancarlo Oddi, per poi riaffacciarsi con regolarità in campo nell'annata 1975-1976 (18 presenze), dopo la cessione di Oddi al Cesena, e ritornare fra i rincalzi (1 sola presenza) la stagione successiva a vantaggio dell'emergente Lionello Manfredonia.
Termina la sua carriera di calciatore nel Modena, in Serie B, nell'annata 1977-1978, chiusa dai gialloblù all'ultimo posto. In carriera ha collezionato complessivamente 82 presenze e 1 rete in Serie A, 139 presenze in Serie B e 8 presenze in Coppa delle Alpi.

## Palmarès

### Competizioni nazionali
- Campionato italiano: 1

Lazio: 1973-1974

### Competizioni internazionali
- Coppa delle Alpi: 1

Lazio: 1971

### Altre competizioni
- Campionato Under 23: 1

Lazio: 1973-1974